# Klaas Knot
Klaas Henderikus Willem (Klaas) Knot (Onderdendam, 14 april 1967) is een Nederlands econoom en hoogleraar. Van 1 juli 2011 tot 1 juli 2025 was hij president is van De Nederlandsche Bank.

## Leven
Knot is geboren in het Groningse Onderdendam. Na het vwo aan het Andreas College in Drachten ging hij Economie studeren aan de Rijksuniversiteit Groningen. In 1991 rondde hij deze studie cum laude af. Gedurende zijn studententijd was hij ook actief lid van GSVV Donitas (studentenvolleybalvereniging), waarvan hij erelid is. Na zijn studie promoveerde hij in 1995 aan dezelfde universiteit op begrotingstekorten en renteverschillen tussen de landen van de Europese Unie. Tijdens zijn promotie werkte hij als student-assistent.
Klaas Knot is getrouwd en heeft twee kinderen.

## Loopbaan
Na zijn promotie werkte Knot van april 1995 tot april 1998 als econoom bij De Nederlandsche Bank (DNB). Na een korte periode bij het Internationaal Monetair Fonds (IMF) tot augustus 1999, keerde hij in september weer terug bij DNB. Van 1999 tot 2002 was hij adjunct-directeur Toezichtstrategie bij DNB.
Tussen 2002 en 2004 was hij directeur van de Pensioen- en Verzekeringskamer, die in 2004 opging in DNB. Na de fusie werkte hij tot 2009 als divisiedirecteur van de divisie Toezicht Beleid bij DNB. In augustus 2009 maakte Knot de overstap naar ministerie van Financiën, waar hij aan de slag ging als directeur Financiële Markten en plaatsvervangend thesaurier-generaal.
Vanaf september 2005 tot zijn aanstelling als president van DNB was Knot naast zijn andere functies ook hoogleraar Geld en bankieren aan de Rijksuniversiteit Groningen.

## President van De Nederlandsche Bank
Op 20 mei 2011 werd bekend dat Knot per 1 juli Nout Wellink zou opvolgen bij als president van DNB. Voor Knot is het de derde keer dat hij terugkeert naar DNB. Hij werd geacht een cultuuromslag bij DNB te bewerkstelligen, om problemen zoals die zijn ontstaan rond de kredietcrisis, de faillissementen Icesave en DSB Bank en de aankoop van ABN-AMRO te voorkomen. De aanstelling van Knot was enigszins omstreden, omdat premier Mark Rutte zich persoonlijk met de aanstelling van Knot bemoeide. De premier achtte de door DNB voorgestelde kandidaat, Lex Hoogduin, niet in staat de gewenste cultuurverandering door te voeren. Knot is in tegenstelling tot zijn voorgangers niet aan een bepaalde politieke partij verbonden.
In mei 2018 kreeg hij een tweede termijn van zeven jaar.
Sinds 2012 is hij ook lid van de raad van bestuur van de Bank for International Settlements (BIS). 
In november 2018 werd bekend dat Knot over drie jaar voorzitter van de Financial Stability Board (FSB) zal worden.  Op 2 december 2021 werd hij voorzitter van het invloedrijke internationale toezichtsorgaan in Bazel. De FSB is opgericht in 2009 - direct na het uitbreken van de kredietcrisis - waarbij de twintig belangrijkste economieën ter wereld afspraken maakten om de financiële sector veiliger te maken.

### Uitlatingen over de Europese Unie
Knot heeft zich in diverse speeches uitgelaten over de toekomst van de Europese Unie. Daarin is hij terughoudend over te snelle politieke integratie en pleit hij voor meer private risicodeling via de financiële markten. Het afronden van de kapitaalmarkt- en bankenunie heeft dan ook prioriteit in de ogen van Knot.

### Positie in de eurocrisis - 2012
Tijdens de cruciale vergadering op 2 augustus 2012 schaarde Knot zich aan de zijde van de president van de directie van de Europese Centrale Bank Mario Draghi in diens poging om in het najaar van 2012 een derde, omvangrijke langetermijnherfinancieringsoperatie in gang te kunnen zetten om de langetermijnrente in Italië en Spanje langdurig naar beneden te krijgen. Hij volgde daarmee niet de lijn van de voorzitter van de Deutsche Bundesbank Jens Weidmann.
Zoals hij in een interview aangaf bestaat er geen plan B en heeft DNB ook geen serieus plan opgesteld wat te doen als de euro zou verdwijnen. De kosten van het opbreken van de eurozone zijn te hoog en om die reden heeft de DNB wel doordacht wat er gaat gebeuren als de eurozone uit elkaar spat, maar geen plan opgesteld:

Een plan is iets dat je denkt te kunnen uitvoeren. [En over het opbreken van de eurozone:] Zover komt het niet.

### Kwantitatieve versoepeling 2015
Op 22 januari 2015 was Knot een van de vijf leden van het bestuur van de Europese Centrale Bank (ECB) die niet instemden met het stimuleringspakket van de ECB. Dit pakket beoogde om vanaf het voorjaar van 2015 tot het najaar van 2016 voor zo'n 1000 miljard euro aan voornamelijk staatsobligaties op te kopen.

## HJ Schoo-lezing
Op 31 augustus 2020 hield Knot de HJ Schoo-lezing van Elsevier Weekblad in De Rode Hoed in Amsterdam, onder de titel "Samen sterker uit de crisis. Hoe we Europa weerbaarder, welvarender en duurzamer kunnen maken", ook verschenen als boek ISBN 978-94-6348063-5.

## Eerbewijzen
Knot werd op 3 juli 2025 bij zijn afscheidsreceptie van de Nederlandsche Bank benoemd tot grootofficier in de Orde van Oranje-Nassau.
- Bibsys: 98053533
- Bibliothèque nationale de France: cb136239545 (data)
- Gemeinsame Normdatei: 171046609
- International Standard Name Identifier: 0000 0001 1765 5677
- Library of Congress Control Number: n96052626
- NARCIS: PRS1304768
- Nationale Bibliotheek van Israël: 987007447056305171
- Nederlandse Thesaurus van Auteursnamen: 126979278
- Parlement.com: vipricmbj7ze
- Système universitaire de documentation: 087602733
- Virtual International Authority File: 59261148
- WorldCat: E39PBJcwChCfWtV48fcvfgfQbd